# Gueni
Gueni of Guene ook wel Géni of Gené (afgeleid van Guinea) is een uitgestorven taal, die door West-Afrikaanse slaven naar Curaçao werd gebracht en onderling werd gesproken.
Het bestaan van Gueni is bekend door een verzameling van met name folkloristische liedjes, ritmes, uitdrukkingen en woorden, die op de eilanden Curaçao en Bonaire voorkwamen. Andere benamingen voor Gueni zijn lenga luongo, kantika makamba en kanta makamba. Volgens orale overlevering bestonden er vier dialecten of varianten van het Gueni, die gebezigd werden op vier verschillende Curaçaose plantages: Sabaneta, Kenepa, Lagun en Porto Mari. Nadat omstreeks 1700 het Papiaments was ontstaan en onder de slaven bekendheid kreeg bleef de guenitaal een tijdlang in gebruik. Mogelijk deed deze dienst als geheimtaal. Tot aan het begin van de 20ste eeuw waren er nog enkele gueni-sprekers op Curaçao.
Het woord gueni is een aanduiding voor zowel de taal als de mens, die de taal spreekt. Een gueni is een primitief levende slaaf, een die zich nog maar weinig heeft aangepast. Het is waarschijnlijk dat de vier taalvarianten gekoppeld zijn aan de groep Afrikanen die in de Curaçaose geschiedenis bekend staan als de gueni of guené.
Taalwetenschapper Frank Martinus Arion geldt als expert van de guenitaal. Arion opperde ook de these dat de guenitaal van invloed was op de ontwikkeling van het Papiaments. Zangbundels en ander traditioneel linguïstisch materiaal in het Gueni zijn door pater Paul Brenneker, Frank Martinus Arion, René Rosalia, Eric La Croes en Nicolaas van Meeteren uitgebracht. 